# Campeonato Peruano de Fútbol Femenino de 2013
El Campeonato Peruano de Fútbol Femenino de 2013 fue un torneo desarrollado en los años 2013 y 2014. Otorgó un cupo a la Copa Libertadores Femenina 2014.

## Torneo Metropolitano 2013

### Toreno Apertura
El torneo Apertura lo ganó el club Real Maracaná.

### Torneo Clausura
La final del Torneo Clausura de Fútbol Femenino correspondiente al año 2013 se desarrolló en el campo sintético del complejo deportivo de la FPF (La Videna).
| Club             | PJ | Puntos |
| ---------------- | -- | ------ |
| JC Sport Girls   | 9  | 25     |
| Real Maracaná    | 9  | 20     |
| Universitario    | 9  | 20     |
| La Cantera       | 9  | 19     |
| Alianza Lima     | 9  | 16     |
| Talemtus Callao  | 9  | 9      |
| JC Academy       | 9  | 8      |
| La Molina        | 9  | 6      |
| Surco San Felipe | 9  | 5      |
| U de América     | 9  | 1      |

En octubre del 2013 las cremas empataron 1 a 1 con Real Maracaná.
Se coronó, como campeón del torneo, JC Sport Girls al vencer 2 a 1 al equipo Universitario de deportes.

### Final
El día miércoles 18, a las 16 horas en las instalaciones del complejo deportivo de la FPF,  el campeón del Torneo Apertura, Real Maracaná se debió medir con el campeón del Torneo Clausura, JC Sport Girls para determinar quién sería el campeón Metropolitano 2013. El encuentro lo ganó Real Maracaná 1 a 0.

## Etapa Nacional
En esta etapa se enfrentaron Real Maracaná (Lima) y Internacional (Arequipa). Ganó el cuadro de la capital peruana 4 a 0. Todos los goles llegaron en el segundo tiempo.  Astrid Ramírez (2), María José Cáceres y Scarlet Flores consumaron el triunfo del Maracaná. Mientras que el Internacional por segundo año consecutivo se queda con el subcampeonato nacional.